# Sabanci Center

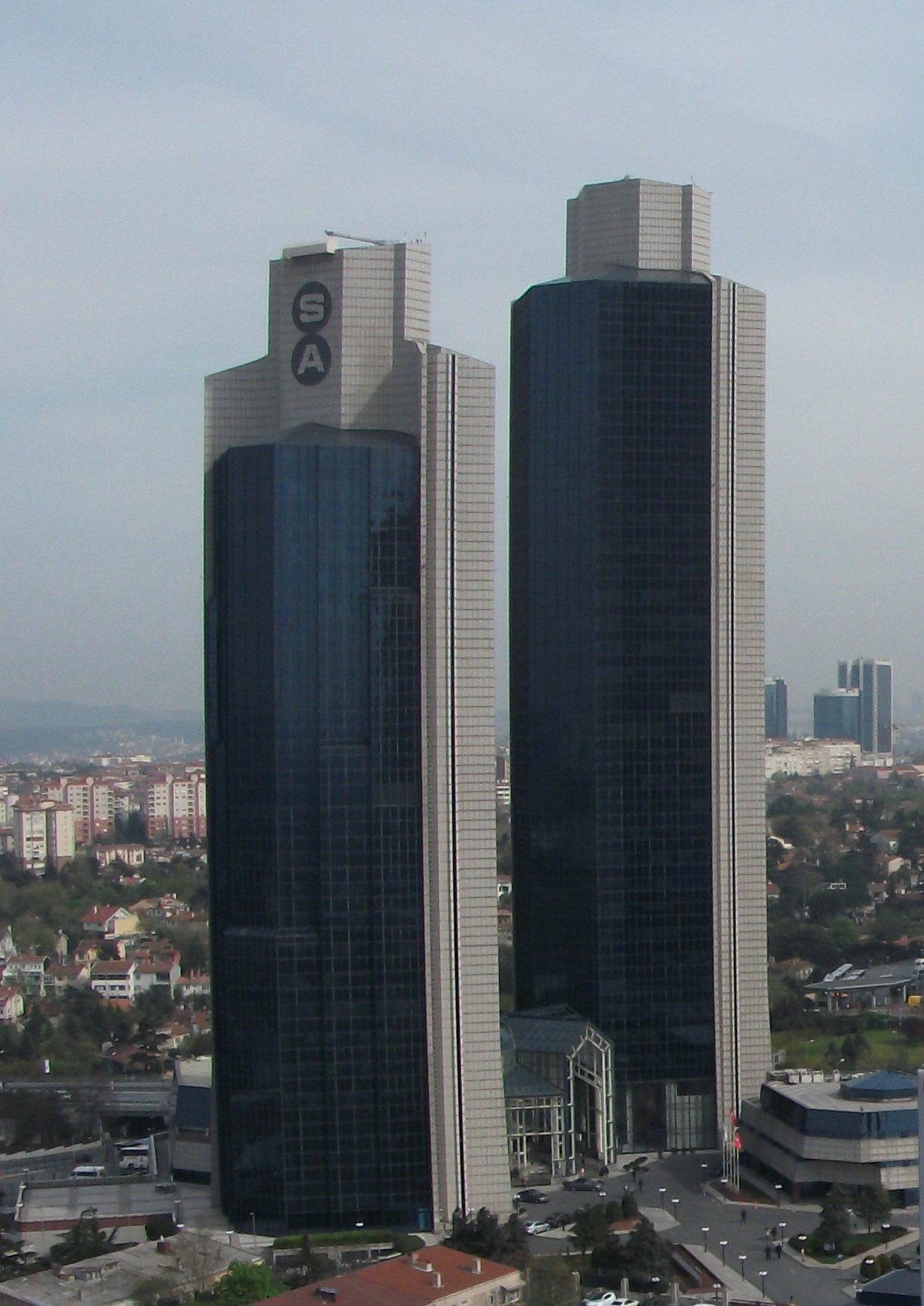
Le Sabanci Center en 2014.

Le Sabanci Center est un complexe de bâtiments situé dans le quartier de Beşiktaş, à Istanbul, en Turquie. Il comporte deux tours semblables, la Tour Akbank  et la Sabanci Holdings. Néanmoins, les deux tours sont parfois toutes deux appelées Akbank Towers.
Ces deux gratte-ciel sont hauts de 158 m chacun, et comportent 39 étages. La construction a pris fin en 1992. Ils symbolisent la modernité dans la ville d'Istanbul.
Les gratte-ciel étaient les plus hauts bâtiments de la ville d'Istanbul entre 1992 et 2000.
L'une des particularités des buildings est l'éclairage chaque nuit par des rayons lasers de couleurs changeantes selon les nuits.